# Toshiko Sawada
Pour les articles homonymes, voir Sawada.
Toshiko Sawada (沢田 敏子, Sawada Toshiko), née le 14 septembre 1936, est une seiyū et narratrice japonaise.

## Doublage

### OAV
- Amada Anime Série : Super Mario Bros. : narratrice[1].